# Michale Graves
Michale Graves, de son vrai nom Michael Emanuel, né le 21 mars 1975 à Dumont dans le New Jersey (États-Unis), est un chanteur américain, connu pour avoir été le leader du groupe horror punk Misfits de 1995 à 2000.

## Biographie
Il évolue au sein du groupe Mopes lorsqu'il apprend que les Misfits font passer des auditions dans l'optique de trouver un chanteur, à la suite de leur reformation. Ne connaissant pas le groupe, il achète une de leurs compilations, et réussit à impressionner les membres de la bande lors de son audition, et est immédiatement engagé. Durant cette période, il est entouré de Jerry Only à la basse, de Doyle Wolfgang von Frankenstein à la guitare et de Dr. Chud (en) à la batterie. Il publie avec eux American Psycho en 1997 et Famous Monsters en 1999)en prenant part à l'écriture de certains morceaux.
Le 25 octobre 2000, il quitte le groupe avec Dr.Chud. Ils forment ensemble le groupe d'horror punk Graves (groupe) (en) qui publie son premier et unique album Web Of Dharma en 2002, se séparant peu de temps après.
Graves fonde alors Gotham Road, qui sort un EP Seasons Of The Witch en 2003, mais ce projet (plus orienté metal que ses précédentes productions) est rapidement abandonné, car il décide de s'engager dans l'armée américaine. Après une blessure au dos qui le contraint à stopper son engagement, il reprend sa carrière musicale en solo, et a depuis publié trois albums : Punk Rock Is Dead (2005) et Return To Earth (2006) et Illusions (créé avec Damien Echols) en 2007.
Il s'est également rendu célèbre en fondant le site internet Conservative Punk (en) qui a pour but d'inciter le public punk à soutenir les républicains américains. Cette initiative peut être considérée comme la réponse à la création du mouvement PunkVoter (initié par Fat Mike, chanteur du groupe NOFX) qui réunit de nombreux artistes issus de la scène punk opposée à l'action du président américain George W. Bush.

## Discographie

### Avec lesMisfits
- American Psycho (1997)
- Evillive II (Live) (1998)
- Famous Monsters (1999)
- Cuts From The Crypt (2001)

### Avec Graves
- Web of Dharma (2001)

### Avec Gotham Road
- Seasons of the Witch (EP) (2003)

### Projet Solo
- Punk Rock IS Dead (2005)
- Return to Earth (2006)
- Demos and Live Cuts Vol. I (2007)
- Demos and Live Cuts Vol. II (2007)
- Illusions with Damien Echols (2007)